# Àngels Moreno Gutiérrez
Àngels Moreno Gutiérrez (València, 1993) és una metgessa i poetessa valenciana. Va estudiar medicina a la Universitat Rovira i Virgili. Va publicar el seu primer llibre de poesia el 2014 quan tenia 21 anys i ha rebut diversos premis literaris entre els quals destaca el premi Maria Mercè Marçal de poesia el 2017. També publica articles i ressenyes literàries en revistes i diaris com El Temps, El Matí digital o El salt del llop. Alguns dels seus poemes han estat traduïts al romanès i al portuguès.

## Obres
- Clarobscur (Neopàtria, 2014)
- Extrema al·legoria (Ajuntament de Mislata, 2015)
- L'usurpador (Pagès editors, 2017)
- L'agulla (Pagès editors, 2020)
- Exposició (Documents Documenta, 2022)

## Premis
- 2015 Premi Literatura Breu de Mislata, Ajuntament de Mislata
- 2015 segon Premi Llegir de la Fundació Bromera per l'article Anatomia dels espills.[5]
- 2017 Premi Maria Mercè Marçal de poesia